# 黑果栒子
黑果栒子（学名：Cotoneaster melanocarpus）为蔷薇科栒子属的植物。分布在蒙古、欧洲、亚洲、俄罗斯以及中国大陆的吉林、新疆、甘肃、河北、黑龙江、内蒙古等地，生长于海拔700米至2,600米的地区，多生在疏林间、山坡和灌木丛中，目前尚未由人工引种栽培。

## 别名
黑果栒子（东北木本植物图志），黑果灰栒子（华北经济植物志要）